# Cascades Kopren
Les cascades Kopren (en serbi, Копренски водопад; Koprenski vodopad) són les segones cascades més altes de Sèrbia. Estan situades a la Serralada dels Balcans, al sud-est de Sèrbia, i té una alçada de 103,5 m. Entre el 16 de juny de 2011 (quan es van mesurar) i el 9 de juny de 2012 (quan es van mesurar les cascades Kaluđerski Skokovi), es va considerar que les cascades Kopren eren les més altes de Sèrbia.

## Localització
Les cascades Kopren estan situades a la zona del poble de Dojkinci, al nord-est de la ciutat de Pirot, al qual pertany administrativament. Les cascades es troben sota el pic de Kopren de laSerralada dels Balcans. El pic té 1.963 m d'altura, mentre que les cascades es troben a una altitud de 1.820 msnm.

## Característiques
Les cascades Kopren tenen una alçada de 103,5 m i una llargada de 148 m, amb una inclinació mitjana de 56,4 graus. Es troba a la riera de Dabidžin potok, no gaire lluny del seu naixement. El propi rierol és l'aiguaneix principal del riu Jelovička, que desemboca al riu Dojkinička. Les cascades consten de diverses caigudes d'aigua, que oscil·len entre pocs metres i més de 40 metres. A uns 30 metres per sota de la cascada més baixa, hi ha una altra cascada. S'ha calculat a ull que té entre 50 i 60 m d'alçada, però encara no s'ha mesurat.

## Història
Les cascades van ser descobertes el maig de 2011 per Dragovan Stojadinović. El 16 de juny de 2011 van ser mesurades per Sašа Milanović de la Facultat de mineria i geologia de la Universitat de Belgrad, que va mesurar moltes altres de les més elevades cascades de Sèrbia. Quan es van mesurar es van convertir en les cascades més altes de Sèrbia. El 9 de juny de 2012 es van mesurar les cascades Kaluđerski Skokovi (232 m), situades també a la Serralada dels Balcans, però les cascades Kopren, per ara, continuen sent les cascades situades a major altura.
Els avenços de les últimes dues dècades van canviar completament la geografia de Sèrbia, quan es tracta de cascades. L'àrea de la Serralada dels Balcans sempre ha estat poc poblada i inaccessible a causa del terreny accidentat i boscós, però també és una ubicació de la frontera Sèrbia-Bulgària. Quan els exèrcits van cedir les fronteres a la policia, es va permetre als civils explorar la zona. Com a resultat, des de llavors s'han descobert cascades a la Serralada dels Balcans: Čungulj el 1996 (43 m); Pilj el 2002 (64 m); Kopren el 2011 (103,5 m); Kaluđerski Skokovi el 2012 (232 m).